# Sotirios Nikopoulos
Sotirios Nikopoulos, född 6 november 1993 i Stockholm, är en svensk fotbollsspelare som spelar för Akropolis IF.  Han är fostrad i AIK Fotboll och spelar som back.

## Karriär
Nikopoulos moderklubb är AIK Fotboll. Inför säsongen 2018 anslöt han till Akropolis IF, efter att ha spelat division 1-fotboll i klubbar som Sollentuna FK & Valsta Syrianska IK. Nikopoulos noterades för 14 matcher.
Säsongen 2019 spelade Nikopoulos 17 matcher och gjorde 2 mål samt 4 assist då Akropolis blev uppflyttade till Superettan. Han gjorde Superettan-debut den 16 juni i premiäromgången av Superettan 2020 mot Dalkurd FF, matchen slutade 1–1. Nikopoulos spelade 26 matcher och gjorde 2 assist i klubbens allra första säsong i Superettan, där de slutade på en historisk femte-plats.